# Адам Левин
Адам Ноа Левин (енгл. Adam Noah Levine; Лос Анђелес, 18. март 1979) амерички је певач и текстописац, фронтмен групе  Maroon 5. 
Своју музичку каријеру је започео у бенду Карино цвеће, где је био фронтмен и гитаариста. Међутим, бенд се распао 1997. године, након неуспеха на МТВ-у са својим првим албумом The Fourth World. Будући да су остали у контакту, бенд се 2001. године поновно формирао у мало другачијем саставу, под називом Maroon 5. Адам Левин у овом формату није свирао гитару, већ је на то место уместо њега дошао Џејмс Валентајн. Њихов дебитантски албум Songs about Jane је доживео велики успех, добивши мулти-платинасти статус у Сједињеним Америчким Државама. Након тога, издали су још пет студијских албума: It Won't Be Soon Before Long (2007), Hands All Over (2010), Overexposed (2012), V (енгл. five) (2014) и Red Pill Blues (2017). У оквиру свог бенда, Адам Левин је постао власник три награде Греми, три АМА награда, МТВ награде за најбољи музички видео и Светске музичке награде.
У периоду од 2011. до 2019. године, Адам Левин је узео учешће жирија у ријалити талент шоу The Voice у организацији NBC-ја. Победници прве, пете и девете сезоне су били из његовог тима. Левин је своју глумачку каријеру почео 2012. године, дебитујући у филму у улози Леа Морисона у другој сезони Америчке хорор приче. Након тога, појавио се и у филмовима Поновни почетак (2013), Попстар: Никад не стаје (2016), Маме у проводу (2017). Адам Левин је 2013. године издао линију парфема под својим именом, а исте године је избацио колекцију доњег веша за мушкарце. Власник је издавачке куће 222 Records и продукцијске куће 222 Productions.
Амерички часопис Холивуд репортер је у свом чланку 2013. године објавио да се Левинова зарада од његових вишебројних уговора процењује на 35 милиона америчких долара у тој години.
Има супругу Бехати Принслу и са њом има две ћерке Дасти Роуз и Џио Грејс.

## Приватни живот
У мају 2012. године, месец дана како је окончао двогодишњу везу са моделом Аном Вјалицином, почео је везу са моделом Бехати Принслу. Бехати Принслу је манекенка из Намибије, Викторија'с сикрет анђео. Венчали су се 19. јула 2014. године, а амерички глумац Џона Хил је вршио функцију матичара. Адам Левин и Бехати Принслу имају две ћерке Дасти Роуз (рођена 21. септембра 2016) и Џио Грејс (рођена 15. фебруара 2018).
Левин, чији се рођени брат Мајкл изјашњава као геј, подржава истополне бракове и ЛГБТ права, што се манифестује и на став читавог бенда Maroon 5. Наиме, 2011. године је Адам Левин избацио видео на свом званичном Јутјуб налогу, говор као подршку пројекту Биће боље (енгл. It Gets Better Project), а у јануару 2012. године огласили су се јавности да ће променити локацију где ће одржати прославу након доделе награда Греми. Разлог за промену ресторана је то што су власници мексичког ресторана у Лос Анђелесу где је бенд Maroon 5 годинама славио подржали предлог 8 да се забране истополни бракови у САД.
У јулу 2020. године су Адам Левин и Бехати Принслу направили сарадњу између компаније Ферари и непрофитне организације Спасимо децу како би сакупили средства за подршку образовног система у САД за време пандемије вируса корона.